# Wierzbowa (powiat sieradzki)
Wierzbowa – wieś w Polsce położona w województwie łódzkim, w powiecie sieradzkim, w gminie Brzeźnio.
W latach 1975–1998 miejscowość należała administracyjnie do województwa sieradzkiego.
| SIMC    | Nazwa     | Rodzaj    |
| ------- | --------- | --------- |
| 0700223 | Staropole | część wsi |